# Sien Eggers
Sien Eggers (Lier, 24 april 1951) is een Belgische actrice. Ze speelt veel in het theater, maar heeft ook een groot aantal gastoptredens in televisieseries en films gehad.

## Theatercarrière
Eggers is betrokken bij een grote reeks producties van de Koninklijke Vlaamse Schouwburg, waaronder De Blauwe Maarschalk, De misantroop, Oedipus, Freuds laatste droom, Andromache en Diplodocus Deks. Met Hetpaleis speelde ze drie seizoenen de monoloog U bent mijn moeder. Ook met Hetpaleis volgde in december 2008 Armandus de zoveelste. In 2009 stond ze op de planken in de tournee van Twee oude vrouwtjes (zomer 2008 première in Posthuis Theater in Heerenveen) en Grey gardens van Compagnie De Koe. In 2012 deed ze opnieuw mee in een productie van Hetpaleis, De tocht van de olifant.
In 1992 kreeg ze de Vlaamse Cultuurprijs Theater voor haar rol als dochter Sonja in de Arca-productie Derniers Détails. In 1999 kreeg ze de VSCD Colombina-theaterprijs voor de beste vrouwelijke bijrol van het seizoen in De cocu magnifique oftewel de wonderbaarlijke hoorndrager van het Toneelhuis.

## Televisiecarrière
Eggers is sinds 1975 actief als actrice en vertolkt rollen en gastrollen in allerhande Vlaamse televisieprogramma's vanaf 1978. In de reeks In de gloria speelde ze de hoofdrol in heel wat memorabele sketches. In Het eiland vertolkte Eggers de rol van Lydia Protut. In Van vlees en bloed speelde ze de rol van slagersvrouw Liliane Verstappen. In 2010 kreeg ze voor die rol de Vlaamse Televisie Ster voor beste actrice. In Eigen kweek (2013–2019) speelde ze moeder Ria Goudezeune.
In 2008 was ze acht vrijdagavonden op rij te zien op Canvas, als bijzitter bij Wim Helsen in Het Programma van Wim Helsen.
Eggers vertolkte ook in onder andere de volgende films een rol: Iedereen beroemd!, Onder de wolken, De Indringer en Linkeroever.
In 2009–2010 maakte ze deel uit van de negenkoppige jury in de Eén-quiz De Slimste Mens ter Wereld.
In 2018 deed ze mee met Dancing with the stars op VIER. Ze viel hierbij als eerste af.

## Filmografie
- Bibliothèque nationale de France: cb16506097h (data)
- International Standard Name Identifier: 0000 0001 2003 752X
- Library of Congress Control Number: no2019123277
- MusicBrainz: a1777d41-64e3-4e81-9866-d5812fbf0120
- Virtual International Authority File: 171085498